# 윤영승
윤영승(1991년 8월 13일 ~ )은 일본 태생의 대한민국 축구 선수이다. 포지션은 미드필더이다.